# Hans Hürlimann (político)
Hans Hürlimann (Walchwil, 6 de abril de 1918 – Zug, 22 de febrero de 1994) fue un político suizo, miembro del Partido Conservador Socialcristiano.
Fue Consejero Federal de 1974 a 1982 y Presidente de la Confederación en 1979.

## Biografía

### Familia, estudios y profesión
Hans Hürlimann fue el primero de los cuatro hijos del herrero Johann Hürlimann y Katharina Hürlimann-Rust. Creció en Walchwil, su ciudad natal. A los doce años ingresó en la escuela de la abadía de Einsiedeln, donde participó activamente en la fraternidad estudiantil Corvina y se afilió a la Sociedad de Estudiantes Suizos.
En 1939, tras terminar el bachillerato, comenzó los estudios de Derecho en las universidades de Berna y Friburgo, donde se doctoró en 1943. En 1939, durante la Segunda Guerra Mundial, prestó servicio activo como soldado de infantería en el 48º batallón de Zug. Completó la formación de oficial y en 1945 ascendió a comandante de compañía y más tarde a comandante de su batallón. Ya como coronel, dirigió un regimiento de infantería de montaña. Llegó a ser oficial de Estado Mayor y jefe de Estado Mayor de la 9ª División de Montaña.
En 1946 se colegió como abogado en Zug y fue nombrado asesor jurídico de la administración municipal de Zug. En septiembre de 1947 se casó con Marie-Theres Duft, la hija menor del abogado y Consejero Nacional sangalense Johannes Duft. El matrimonio tuvo tres hijos, entre ellos el escritor Thomas Hürlimann. En 1949 fue nombrado secretario municipal de Zug, cargo que ocupó hasta 1954.

### Carrera política

#### Política cantonal

Hans Hürlimann, miembro del Consejo de los Estados (1971)

Su carrera política comenzó en 1947 al ser elegido miembro del consejo cantonal de Zug. Presidió la sección cantonal del Partido Católico Conservador de 1952 a 1954. En 1954 fue elegido miembro del gobierno cantonal. En aquella época, el cargo en el gobierno cantonal era aún de carácter secundario y siguió trabajando a tiempo parcial como abogado. Fue director del Departamento de Justicia y Policía hasta 1962 y después, desde 1962 hasta 1973, director del Departamento de Instrucción Pública y Cultos. Como tal, en 1965 fue uno de los fundadores de la Conferencia de Directores de Instrucción Pública de la Suiza Central. Presidió el gobierno en 1965 y 1966. Entre 1968 y 1973 presidió la Conferencia Suiza de Direcciones Cantonales de Educación.
En 1967 fue elegido diputado al Consejo de los Estados por el cantón de Zug, donde durante dos años presidió la Comisión de Auditoría.

#### Consejero Federal

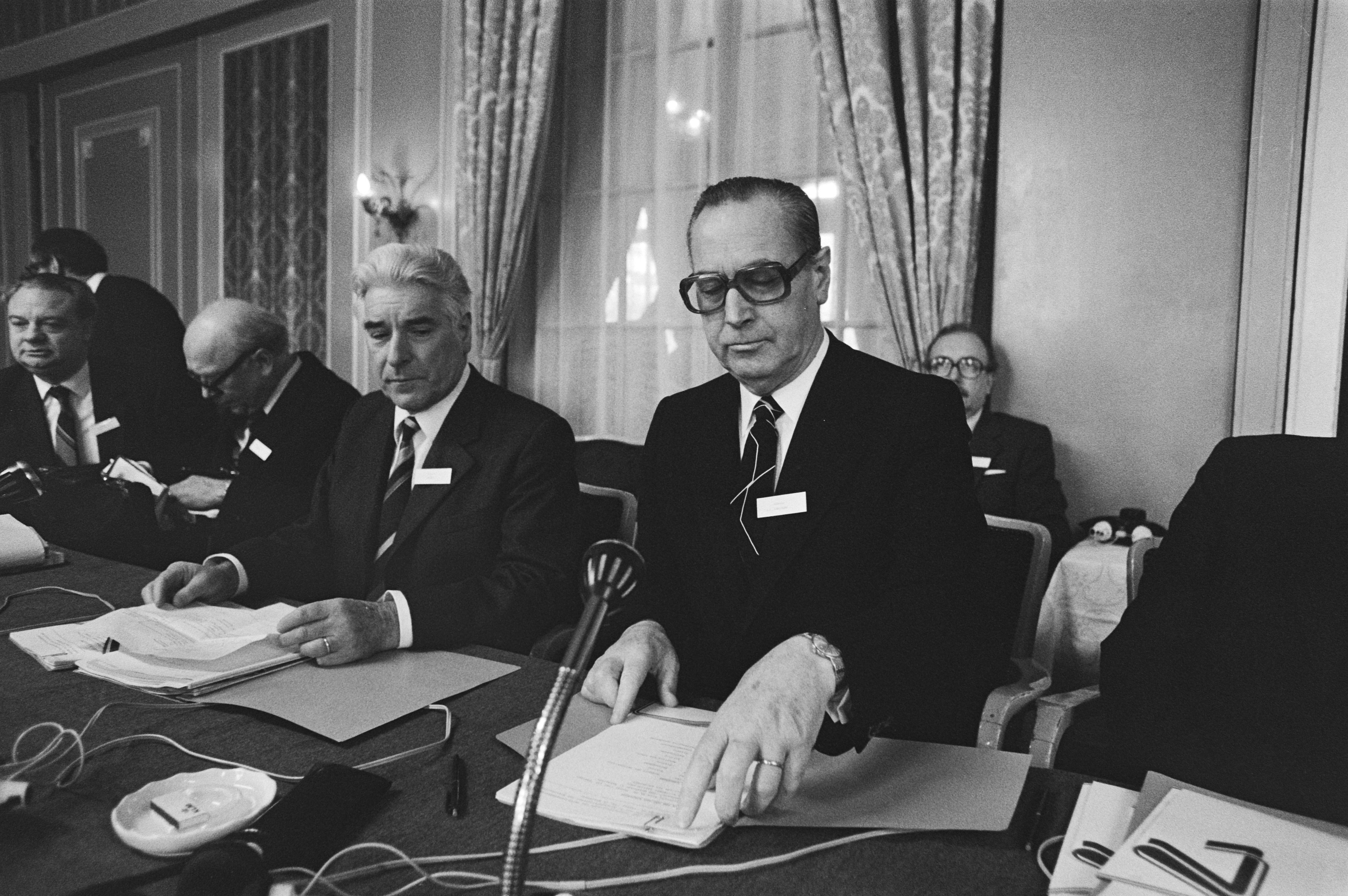
El Consejero Federal Hürlimann (centro) en una conferencia ministerial en Wassenaar sobre la contaminación del Rin (1981)

Ya propuesto en 1971 para suceder a Ludwig von Moos, Hans Hürlimann resultó elegido Consejero Federal el 5 de diciembre de 1973 con 132 votos en la primera vuelta, frente a los 84 votos del candidato oficial de su partido, el tesinés Enrico Franzoni. Fue nombrado jefe del Departamento Federal del Interior, cargo que ocupó entre el 1 de enero de 1974 y el 31 de diciembre de 1982.
Durante su mandato al frente del departamento llevó a cabo importantes proyectos en todos los ámbitos de su competencia. En el campo de los derechos sociales, redactó la 9ª revisión del Seguro de Vejez y Supervivencia (AHV/AVS), que fue aceptada por votación popular en 1978. Fue también durante su mandato, en 1982, cuando se crearon el segundo y el tercer pilar de la previsión profesional y, en 1981, el seguro de accidentes pasó a ser obligatorio para todos los trabajadores. También impulsó la elaboración de la ley de protección del medio ambiente e inauguró el túnel de carretera de San Gotardo en 1980. En el ámbito cultural, reorganizó la Fundación Pro Helvetia, creó la actual Oficina Federal de Cultura y trabajó para abrir una sucursal romanda del Museo Nacional Suizo en el castillo de Prangins. Asimismo, en materia de educación e investigación, impulsó la adopción de una ley de investigación y la federalización de la Escuela Politécnica de la Universidad de Lausana, y consiguió que el Parlamento aprobara la ley de ayudas a las universidades.
Fue Vicepresidente de la Confederación Suiza en 1978 y Presidente en 1979. Como tal, recibió a Juan Carlos I, Rey de España, que realizó aquel año una visita oficial a Suiza. Este episodio inspiró una novela corta (Der große Kater) publicada por su hijo Thomas en 1998 y una película homónima estrenada en 2010 y protagonizada por Bruno Ganz.
El 24 de agosto de 1982, tras perder a su hijo menor, Matthias, a causa de un cáncer dos años antes, anunció su dimisión para finales de aquel año.

### Vida después del Consejo Federal

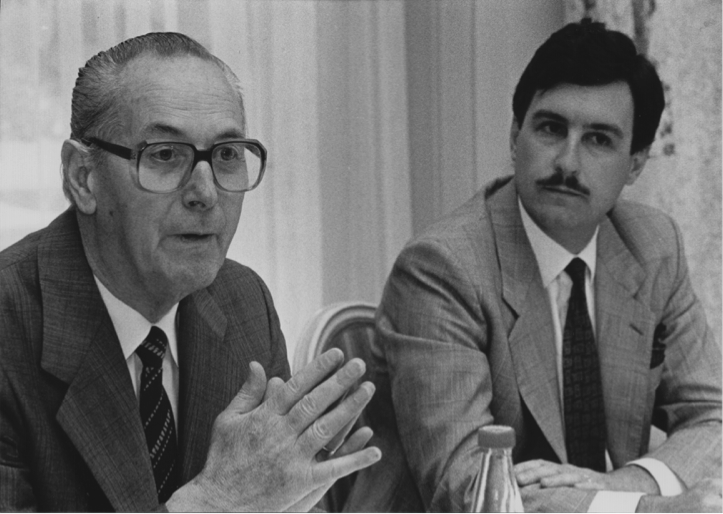
El ex Consejero Federal Hans Hürlimann (izq.) y Andres Furger en la presentación de la recién creada Fundación para el Museo Nacional Suizo (1988)

Tras su dimisión impartió clases durante cinco años en la Facultad de Derecho de la Universidad de Friburgo. También ocupó diversos cargos en instituciones culturales y benéficas, entre ellas la junta directiva de la Cruz Roja Suiza.
Falleció el 22 de febrero de 1994 en Zug, prácticamente ciego, tras una grave enfermedad. El Consejero Federal Flavio Cotti le dedicó un elogio fúnebre en la iglesia de San Miguel de Zug.